# Малая Беберка
Малая Беберка — деревня в Прилузском районе республики Коми в составе сельского поселения Летка.

## География
Находится на расстоянии примерно 82 километра на юг от центра района села Объячево.

## История
Известна с 1930 года как деревня с 12 хозяйствами и 53 жителями .

## Население
Постоянное население  составляло 58 человек (коми 86%) в 2002 году, 60 в 2010 .